# DualDisc

DualDisc-Logo

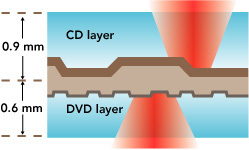
Aufbau einer DualDisc

Die DualDisc ist ein Hybrid aus CD und DVD: Eine Seite lässt sich als Audio-CD, die andere als DVD nutzen. DualDiscs sind vor allem als Datenträger für Musik geeignet: Die eine Seite lässt sich als Musik-CD abspielen, die DVD-Seite kann Musikvideos und zusätzlich Fotos, Liedtexte, Hyperlinks und Werbung für weitere Produkte oder Musik mit mehr als zwei Kanälen enthalten.
Die CD-Seite von DualDiscs ist mit 0,9 mm statt mindestens 1,1 mm dünner als in dem für Audio-CDs geltenden Standard (Red Book) vorgeschrieben, deshalb kann nicht jeder CD-Spieler DualDiscs abspielen. DualDiscs tragen daher kein  Audio-CD-Logo.

## Vergleichbare Formate
Ein direktes Konkurrenzformat stellt die Super Audio Compact Disc dar, die nur eine Seite benutzt, dafür aber zwei Schichten und eine spezielle Leseoptik benötigt. Damit kann eine SACD im Gegensatz zur DualDisc auf einer Seite wie herkömmliche CDs und DVDs bedruckt werden, lässt sich bei weitem jedoch nicht in allen handelsüblichen DVD-Spielern abspielen.
Eine weitere konkurrierende Entwicklung ist die DVDplus, die Dieter Dierks entwickelte und patentieren ließ. Um Patentstreitigkeiten zu umgehen, bezahlen DualDisc-Hersteller in Europa im Allgemeinen Lizenzgebühren an Dierks.

## DualDisc in Deutschland
Die erste DualDisc in Deutschland erschien am 11. Juli 2005: Der Deutsche Musikrat und das Label WERGO haben in ihrer Reihe „Edition Zeitgenössische Musik“ die DualDisc für Arbeiten von Stephan Winkler und Jesko Marx erstmals als Medium genutzt. Die musikalischen Werke von Stephan Winkler befinden sich auf der CD-Seite, auf der DVD-Seite ist der 20-minütige Musikfilm „ZigZag – Pi mal r Quadrat“ von Jesko Marx zu sehen.
2006 veröffentlichte die Deutsche Rockband "Planlos" die DualDisc "Live Im Tor 3".
Auf der DVD-Seite befand sich eine Aufzeichnung des Konzertes vom 27. Mai 2005 aus dem Düsseldorfer "Tor 3". Auf der Audio-CD-Seite befand sich ein leicht gekürzter Audiomitschnitt desselben Konzerts.
Inzwischen wird dieses Format auch gelegentlich für Limited Editions oder Premium Editions von Popmusik verwendet, z. B. Nine Inch Nails – With Teeth (Limited Tour Edition), Bon Jovi – Have A Nice Day oder das Best-of-Album Collected von Massive Attack. Hier ist neben der eigentlichen Best-Of-CD eine Dual Disc beigelegt, die auf der CD-Seite Alternativversionen, Remixe sowie bisher unveröffentlichte Tracks enthält, auf der DVD-Seite alle Videos der Band zu ihren Songs. Zudem veröffentlichte die deutsche Rockband Böhse Onkelz im Oktober 2001 das Live-Album 20 Jahre – Live in Frankfurt in Form einer Dual Disc mit zwei CDs und zwei DVDs.